# 日建工科専門学校
日建工科専門学校（にっけんこうかせんもんがっこう）は日本の専門学校であり学校法人である。

## 概要
1982年（昭和57年）4月に建設実務専門学校として創立し、インテリアデザイナーや建築士になる為の学校で、関東に7校を開校した。。

## グループ校
- 東京日建工科専門学校

建設設計科（昼夜間）・建設CAD科・建設設計研究科
- 宇都宮日建工科専門学校
- 群馬日建工科専門学校
- 新潟日建工科専門学校
- 横浜日建工科専門学校
- 水戸日建工科専門学校
- 浜松日建工科専門学校

## 卒業生
- 麻倉ひばり（浜松校）